# Xenocompsa flavonitida
Xenocompsa flavonitida é uma espécie de cerambicídeo da tribo Achrysonini, com distribuição na Argentina e no Chile.